# Докучаевский городской совет
 Докучаевский городской совет — одна из административно-территориальных единиц в составе Донецкой области.
17 июля 2020 года территория Докучаевского гор.совета была включена в состав нового Кальмиусского района.

## Состав
Докучаевский городской совет — 23 384 чел. (2019 год)
- город Докучаевск — 23 067 чел.
- посёлок Ясное — 767 чел.

Всего 1 город (1 горсовет), 1 посёлок.

## Экономика
Крупнейший в Европе Докучаевский флюсо-доломитный комбинат (в том числе 4 карьера, 3 дробильно-обогатительные фабрики, 1 цех обжига доломитов) производство стройматериалов (завод железобетонных изделий), автотранспортные предприятия, налаживается производство минеральной ваты. Есть также зоопарк с аттракционами. Бывшие колхоз имени Калинина, совхоз «Докучаевский».